# Marin Franičević
Marin Franičević, hrvaški pesnik, pisatelj, akademik in častnik, * 18. januar 1911, † 17. julij 1990.

## Življenjepis
Leta 1941 je vstopil v NOVJ in naslednje leto še v KPJ. Med vojno je deloval kot politično-kulturni delavec.
Po vojni je postal redni član JAZU.